# Eremotrichoma perspiciendum
Eremotrichoma perspiciendum är en tvåvingeart som först beskrevs av Becker 1903.  Eremotrichoma perspiciendum ingår i släktet Eremotrichoma och familjen vattenflugor. Inga underarter finns listade i Catalogue of Life.